# Torrecillas, Jalisco
Torrecillas är en ort i Mexiko.   Den ligger i kommunen Lagos de Moreno och delstaten Jalisco, i den centrala delen av landet, 400 km nordväst om huvudstaden Mexico City. Torrecillas ligger 1 896 meter över havet och antalet invånare är 868.
Terrängen runt Torrecillas är platt åt sydost, men åt nordväst är den kuperad. Runt Torrecillas är det ganska tätbefolkat, med 56 invånare per kvadratkilometer. Närmaste större samhälle är Lagos de Moreno, 3,7 km sydost om Torrecillas. I omgivningarna runt Torrecillas växer huvudsakligen savannskog.